# Tino Tabak
Tino Tabak (ur. 6 maja 1946 w Enschede) – holenderski kolarz szosowy, brązowy medalista mistrzostw świata.

## Kariera
Największy sukces w karierze Tino Tabak osiągnął w 1970 roku, kiedy wspólnie z Fedorem den Hertogiem, Popke Oosterhofem i Adrim Duykerem zdobył brązowy medal w drużynowej jeździe na czas na mistrzostwach świata w Leicester. Był to jednak jedyny medal wywalczony przez niego na międzynarodowej imprezie tej rangi. Na rozgrywanych cztery lata później mistrzostwach świata w Montrealu był czternasty w wyścigu ze startu wspólnego zawodowców. Ponadto w latach 1965-1967 zwyciężał w nowozelandzkim Tour of Southland, w 1970 roku wygrał holenderski Ronde van Noord-Holland, w 1972 roku wygrał belgijski Driedaagse van West-Vlaanderen, a dwa lata później był najlepszy w Omloop van het Waasland. Kilkakrotnie startował w Tour de France, najlepszy wynik osiągając w 1972 roku, kiedy zajął osiemnaste miejsce w klasyfikacji generalnej. Rok wcześniej zajął 37. pozycję w Vuelta a España. Nigdy nie wystąpił na igrzyskach olimpijskich.